# Pringleella
Pringleella es un género de musgos perteneciente a la amilia Archidiaceae. Comprende 4 especies descritas y de estas, solo 3  aceptadas.

## Taxonomía
El género fue descrito por Jules Cardot y publicado en Revue Bryologique 36: 68. 1909.

## Especies aceptadas
A continuación se brinda un listado de las especies del género Pringleella aceptadas hasta febrero de 2015, ordenadas alfabéticamente. Para cada una se indica el nombre binomial seguido del autor, abreviado según las convenciones y usos.
- Pringleella pleuridioides Cardot
- Pringleella sinensis Broth.
- Pringleella subulata (Müll. Hal.) Broth.

## Biblioigrafía
1. Crosby, M. R. & R. E. Magill. 1981. A Dictionary of Mosses, third printing. Monogr. Syst. Bot. Missouri Bot. Gard. 3. 43 pp.
2. Forzza, R. C. 2010. Lista de espécies Flora do Brasil https://web.archive.org/web/20150906080403/http://floradobrasil.jbrj.gov.br/2010/. Jardim Botânico do Río de Janeiro, Río de Janeiro.
3. Redfearn, P. L. J. & P. c. Wu. 1986. Catalog of the mosses of China. Ann. Missouri Bot. Gard. 73: 177–208.

- Datos: Q17283486
- Especies: Pringleella